# 大浪古城遗址
大浪古城遗址，位于中国广西壮族自治区北海市合浦县石湾镇大浪村委古城头村，为一个全国重点文物保护单位，类型为古遗址，为第六批广西壮族自治区文物保护单位，公布时间为2013年5月。
大浪古城遗址的历史年代为西汉。